# SN 2010iq
SN 2010iq – supernowa typu Ic odkryta 11 października 2010 roku w galaktyce IC5145. W momencie odkrycia miała maksymalną jasność 18,50m.